# Dwight Howard
Dwight David Howard (Atlanta, Georgia, 8. prosinca 1985.) američki je profesionalni košarkaš. Igra na poziciji centra, a trenutačno je član NBA momčadi Atlanta Hawksa. Igrajući za Orlando Magice, Howard je ostvario brojne individualne, ali i momčadske uspjehe. Tri puta proglašen je obrambenim igračem godine te je jednom osvojio Slam Dunk natjecanje. Howard je sedmerostruki NBA All-Star te je pet puta izabran u All-NBA momčad i četiri puta u All-Defensive momčad. Howard je, po mnogim mišljenjima, trenutačno najbolji i najdominantniji centar NBA lige, što on dokazuje svojim igrama iz utakmice u utakmicu. Zadnjih nekoliko sezona, redovito predovodi ligu u skokovima, blokadama i prosjeku postignutih poena iz igre. U dosadašnjoj karijeri, postavio je mnoge ligaške rekorde te je predvodnik franšize Magica. Odveo ih je do osvajanja tri divizijska i jednog konferencijskog naslova te do nastupa u NBA finalu 2009. godine. S američkom reprezentacijom ostvario je nekoliko nastupa na velikim natjecanja. 2006. godine, na Svjetskom prvenstvu u Japanu, Howard je osvojio brončanu medalju i nakon godina neuspjeha, 2008. godine američki košarkaški savez sastavlja Redeem Team, predvođen Jamesom, Wadeom, Bryantom i drugim NBA zvijezdama. Na Olimpijskim igrama u Pekingu, odabrana momčad, je, bez većih problema, osvojila zlatnu medalju.

## Rani život
Howard je rođen u Atlanti u saveznoj državi Georgiji, kao sin Dwighta Sr. i Sheryl Howard. Košarkom se počeo baviti u devetoj godini i već je od malih nogu pokazao znanje i košarkaški talent. Pohađao je srednju školu Southwest Atlanta Christian Academy, malu privatnu školu s manje od 300 polaznika. Do početka treće godine, narastao je do visine od 2,08 m te je dominirao nad suparnicima. Na četvrtoj godini pohađanja, Howard je prosječno postizao 25 poena, 18 skokova, 3,5 asistencija i 8 blokada po utakmici te je odveo svoju momčad do osvajanja državnog naslova. Tijekom svog školovanja, Howard je osvojio brojne nagrade od kojih su Naismith, Gatorade i McDonald's nagrade za igrača godine. S te tri nagrade, Howard se dokazao kao najbolji srednjoškolski igrač u SAD-u. Svoju srednjoškolsku karijeru zaključio je s 2.146 poena, 1.728 skokova i 811 blokada, tj. s prosjekom od 16,6 poena, 13,4 skokova i 6,3 blokade po utakmici.

## NBA karijera

### Počeci
Popraćen sjajnom srednjoškolskom karijerom, Howard se prijavio na NBA draft 2004. godine. Iako je bilo dosta neizvjesnosti oko prvog izbora, Orlando je ipak izabrao Howarda, a drugi izbor bio je Emeka Okafor, kasniji novak sezone. Dolaskom u klub, Howard je uzeo broj 12, što je obrnuto od broja 21 kojeg je tada nosio Howardov idol, Kevin Garnett, zvijezda T'Wolvesa. Howardov dolazak obznanio je izgradnju nove momčadi, što i dokazuje odlazak Tracya McGradya. Naime, Magicsi su te prethodne sezone ostvarili samo 21 pobjedu. Već početkom sezone, Howardov je pokazao svoj talent i svoju rookie sezonu završio s prosjekom do 12 poena i 10 skokova pritom postavivši nekoliko novih NBA rekorda. Howard je završetkom sezone postao najmlađi igrač s double-double prosjekom i najmlađi igrač s minimalno 20 skokova na utakmici te je postao prvi igrač koji je izravnim dolaskom iz srednje škole odigrao sve 82 utakmice u NBA ligi. Za svoje zasluge izabran je na Rookie Challenge i u All-Rookie prvu petorku, ali je završio kao treći, iza Okafora i Gordona, u poretku za novaka godine. Tijekom priprema za drugu sezonu, Howard je ojačao mišiće i znatno povećao kilažu te je popravio nedostatke u post-up igri i u obrani. Osim trenera i stručnog stožera, i sama uprava polagala je velike nade u Howarda koji je to i opravdao. Za razliku od solidne rookie sezone, Howard je u drugoj sezoni postao dominantan centar te je znatno popravio statistike. 
15. studenog 2005., u domaćoj utakmici protiv Charlotte Bobcatsa, Howard je postigao 21 poen i 20 skokova te je tim ostvarenjem postao najmlađi igrač u povijesti NBA lige koji je u jednoj utakmici ostvario minimalno 20 poena i 20 skokova. Kao i prethodne sezone, ovoga puta u momčadi sophomoresa, Howard je još jednom nastupio na Rookie Challengeu. 15. travnja 2006. Howard je ostvario 28 poena i učinak karijere od 26 poena čime se približio 30-30 (30 poena i 30 skokova) utakmici. Te sezone, Howard je prosječno postizao 15,8 poena i 12,5 skokova te je završio kao drugi u poretku za najboljeg skakača sezone i šesti po prosjeku poena iz igre. Unatoč Howardovom znatnom napretku, Orlando je sezonu završio s omjerom 36-46 i tako propustio još jedno doigravanje, drugo nakon Howardovog dolaska. U sezoni 2006./07. Howard je odigrao sve 82 utakmice te je prosječno postizao 17,6 poena i 12,3 skokova po utakmici. 1. veljače 2007. Howard je po prvi puta u karijeri izabran na All-Star utakmicu, ali kao zamjena. Nastupavši za momčad Istočne konferencije, Howard je odigrao sjajno te je utakmicu završio s 20 poena i 12 skokova. Samo tjedan dana nakon All-Star utakmice, Howard je, u utakmici s Toronto Raptorsima, postigao tadašnji učinak karijere od 32 poena. Kako se doigravanje približavalo, Howard je podizao igru na višu razinu te je 14. travnja 2007., u utakmici s Philadelphia 76ersima, postigao 35 poena i time postavio novi učinak kaijere u poenima. Orlando je do kraja sezone ostvario omjer 40-42 i time zauzeo osmo mjesto na Istoku te je to ujedno bio prvi nastup Orlanda u doigravanju nakon 2003. godine. Međutim, Orlando je u prvom krugu doigravanja izgubio od Detroit Pistonsa rezultatom 4-0. Howard je sezonu završio kao prvi u poretku po broju ukupnih skokova, drugi u prosjeku poena iz igre i deveti u prosjeku blokadama po utakmici te je uvršten u All-NBA treću petorku.

### Predvodnik franšize
U sezoni 2007./08. Howard je znatno poboljšao svoje statistike te je dobio pojačanje u Rashardu Lewisu i Hidayetu Turkoglu. Do tada, to je bila uvjerljivo najbolja sezone Magica u posljednjih nekoliko godina, a Howard je svojojm čvrstom igrom osigurao mjesto startnog centra na All-Star utakmici u New Orleansu. 16. veljače 2008. Howard je sudjelovao na Slam Dunk natjecanju, te je svojim sjajnim zakucavanjima uvjerljivo, sa 78% glasova, osvojio naslov pobjednika.  Kroz tu pobjedu, Howard dobio je ime Superman. (Video od Supermana zakucavanje) Do kraja sezone, Orlando je odigrao sjajno te je, s omjerom 50-32, osigurao treće mjesto na Istoku i pritom osvojio svoj prvi divizijski naslov u posljednjih 12 godina. U prvom krugu doigravanja igrali su protiv Toronto Raptorsa, a Howard je zabilježio čak tri 20-20 (20 poena i 20 skokova) utakmica i u cijeloj seriji 91 skok, više od svih krila i centara Toronta. Orlando je dominirao cijelom serijom te je na kraju slavio rezultatom 4-1. U drugom krugu doigravanja, igrali su protiv Detroit Pistonsa, iskusne obrambene momčadi. U prve dvije utakmice pobjedu su odnijeli Pistonsi, ali u trećoj, Howard briljira s 20 poena i 12 skokova i donosi momčad važnu domaću pobjedu. Iako su Pistonsi u 3. i 4. utakmici igrali bez Chaunceya Billupsa, Orlando nije uspio nametnuti svoju igru te su izgubili rezultatom 4-1. Howard je sezonu zaključio mjestom u All-NBA prvoj petorci i All-Defensive drugoj petorci te s čak 69 double-double učinaka i osam 20-20 utakmica. Sezona 2008./09. dobro je započela za Howarda. U prvih 10 utakmica sezone Howard je predvodio ligu s 4,2 blokade po utakmici te je, s 30 poena, 19 skokova i 10 blokada, ostvario svoj prvi triple-double u karijeri. Do sredine sezone, točinje All-Star stanke, Howard je predvodio ligu u skokovima i blokadama te je bio prvi vrhu po prosjeku postignutih poena iz igre. Tijekom glasovanja za All-Star utakmicu, Howard je dobio rekordnih 3,1 milijuna golasova i tako si osigurao startnu poziciju centra na All-Star utakmici u Phoenixu. Kao i prethodne sezone, Howard je sudjelovao na Slam Dunk natjecanju, ali je natjecanje završio kao drugoplasirani, iza Natea Robinsona. 25. ožujka 2009. Orlando je, s 11 utamica do kraja sezone, osigurao drugi uzastopni divizijski naslov te je do kraja sezone ostvario omjer 59-23 i zauzeo treće mjesto na Istoku. 21. travnja 2009. Howard je postao najmlađi dobitnik nagrade za obrambenog igrača godine. Orlando je u doigravanje krenuo bez ozlijeđenog Jameera Nelsona, što se i vidjelo u dvoboju prvog kruga kada su Philadelphia 76ersi imali 2-2 u seriji. Međutim Howard u trećoj utakmici postiže 24 poena i 24 skoka čime svojoj momčadi donosi pobjedu i vodstvo u seriji te na kraju i ukupnu pobjedu u seriji 4-2. 
U drugom krugu doigravanja, Orlando se susreo s braniteljima naslova, Boston Celticsima. Pri rezultatu serije 2-2, tj. u petoj utakmici, Orlando je imao veliku prednost, ali ju je do kraja susreta "prosuo" i izgubio utakmicu te je došao u opasnost od ispadanja. Odmah po završetku utakmice, Howard je kritizirao trenerovu taktiku te je izjavio da je trebao primiti više lopti od suigrača. U šestoj utakmici Howard je postigao 23 poena i 22 skoka te je tako svojoj momčadi izborio sedmu utakmicu, na kraju i pobjedu u seriji. U finalu Istočne konferencije, Orlandu se suprotstavila najbolja momčadi lige, Cleveland Cavaliersi. Iako su Cavaliersi bili izraziti favoriti, izgubili su prvu utakmicu nakon ispuštanja velike prednosti. U drugoj utakmici serije, Orlando je cijelu utakmicu zaostajao, da bi Hedo Turkoglu sekundu prije kraja utakmice pogodio šut za vodstvo Orlanda od dva poena prednosti. Međutim, LeBron James pogađa tricu s tvukom sirene i donosi izjednačenje serije. Orlando si je pobjedom u idućoj utakmici osigurao vodstvo u seriji i na kraju seriju privodio kraju. U posljednjoj šestoj utakmici serije, Howard je postigao 40 poena i 14 skokova i konačnim rezultatom 4-2 odveo svoju momčad u prvi finale NBA lige nakon 14 godina. U finalu, Orlando se suprotstvio favoriziranoj momčadi Lakersa, koja je svoju moć opravdala pobjedama u prve dvije utakmice serije. U idućoj utakmici Orlando pobjeđuje, a u četvrtoj, unatoč sjajnom Howardu koji je postiao 21 skok i rekord finala, 9 blokada, gubi od Lakersa u produžetcima. Iduća utakmica bila je presudna za Orlando, ali ipak Lakersi osvajaju svoj 15. NBA naslov i prvi nakon 2002. godine. Osim porazom, Howard je sezonu zaključio mjestom u All-NBA prvoj petorci i u All-Defensive prvoj petorci. U sezoni 2009./10. momčad Magica doživjela je sitne promjene. Hedo Turkoglu je otišao u Raptorse, a kao pojačanje došao je, osmerostruki NBA All-Star, Vince Carter iz New Jersey Netsa. Kao i prethodnih sezona, Orlando je krenuo sjajno sezonu i u 21 utakmici, osigurao čak 17 pobjeda, postavivši time novi rekord franšize. 21. siječnja 2010. Howard je ponovno izabran na All-Star utakmicu. 31. ožujka 2009. Howard je, s 18 skokova u utakmici protiv Miami Heata, postao najmlađi igrač u povijesti koji je prešao granicu od 5000 skokova u karijeri. Orlando je sezonu završio s 59 pobjeda i trećim uzastopnim naslovom divizijskih prvaka, a Howard je, kao i prethodne sezone, osvojio nagradu za obrambenog igrača godine. Uz to, postao je najmlađi igrač u povijesti koji je ligu dvije godine zaredom predvodio u skokovima i blokadama. 
Regularni dio sezone, završio je s prosjekom od 18,3 poena, 13,2 skokova i 2,8 blokada po utakmici. U doigravanje, Orlando je ušao kao jedan od favorita za naslov. Već u prvom krugu krenuli su silovito i svladali debitante doigravanja, Charlotte Bobcatse, rezultatom 4-0. U drugom krugu doigravanja, također su dominirali i s istim rezultatom 4-0 pobijedili Atlanta Hawkse. U finalu konferencije, Orlando je u prve tri utakmice izgubio od Boston Celticsa, ali se pobjedama u iduće dvije utakmice vraća u igru za NBA finale. Međutim, Celticsi odnose pobjedu u šestoj utakmici i odlaze u finale.

## Reprezentacija
5. ožujka 2006. Howard je izabran u momčad američke reprezentacije za sudjelovanje na Svjetskom prvenstvu u Japanu 2006. i Olimpijskim igrama u Pekingu 2008. godine. Na pripremnom natjecanju za svjetsko prvenstvo, momčad SAD-a ostvarila je sjajan omjer 5-0, ali je na samom prvenstvu osvojila tek brončanu medalju. Tijekom kvalifikacija za Olimpijske igre, Howard je prosječno postizao 8,9 poena i 5,3 skokova po utakmici, te je u finalu briljirao s 20 postigutih poena i tako donio svojoj momčadi zlatnu medalju. 23. lipnja 2008. Howard je uvršten na popis igrača za sudjelovanje na Olimpijskim igrama te je tijekom natjecanja prosječno postizao 10,9 poena i 5,8 skokova po utakmici. Momčad SAD-a je s lakoćom ostvarila omjer 8-0 i osvojila dugo iščekivanu zlatnu medalju.

## NBA statistika

### Regularni dio
| Godina    | Klub    | Odig. uta. | Uta. poč. | Min. | 2P%  | 3P%  | Sl. bac.% | Skok. | Asist. | Ukr. lop. | Blok. | Poena |
| --------- | ------- | ---------- | --------- | ---- | ---- | ---- | --------- | ----- | ------ | --------- | ----- | ----- |
| 2004./05. | Orlando | 82         | 82        | 32.6 | .520 | .000 | .671      | 10.0  | .9     | .9        | 1.7   | 12.0  |
| 2005./06. | Orlando | 82         | 81        | 36.8 | .531 | .000 | .595      | 12.5  | 1.5    | .8        | 1.4   | 15.8  |
| 2006./07. | Orlando | 82         | 82        | 36.9 | .603 | .500 | .586      | 12.3  | 1.9    | .9        | 1.9   | 17.6  |
| 2007./08. | Orlando | 82         | 82        | 37.7 | .599 | .000 | .590      | 14.2  | 1.3    | .9        | 2.2   | 20.7  |
| 2008./09. | Orlando | 79         | 79        | 35.7 | .572 | .000 | .594      | 13.8  | 1.4    | 1.0       | 2.9   | 20.6  |
| 2009./10. | Orlando | 82         | 82        | 34.7 | .612 | .000 | .592      | 13.2  | 1.8    | .9        | 2.8   | 18.3  |
| Ukupno    |         | 489        | 488       | 35.7 | .575 | .053 | .599      | 12.7  | 1.5    | .9        | 2.1   | 17.5  |
| All-Star  |         | 4          | 3         | 26.5 | .690 | .250 | .438      | 8.8   | 1.3    | 1.0       | 2.0   | 16.5  |

### Doigravanje
| Godina    | Klub    | Odig. uta. | Uta. poč. | Min. | 2P%  | 3P%  | Sl. bac.% | Skok. | Asist. | Ukr. lop. | Blok. | Poena |
| --------- | ------- | ---------- | --------- | ---- | ---- | ---- | --------- | ----- | ------ | --------- | ----- | ----- |
| 2006./07. | Orlando | 4          | 4         | 41.8 | .548 | .000 | .455      | 14.8  | 1.8    | .5        | 1.0   | 15.3  |
| 2007./08. | Orlando | 10         | 10        | 42.1 | .581 | .000 | .542      | 15.8  | .9     | .8        | 3.4   | 18.9  |
| 2008./09. | Orlando | 23         | 23        | 39.3 | .601 | .000 | .636      | 15.3  | 1.9    | .9        | 2.6   | 20.3  |
| 2009./10. | Orlando | 14         | 14        | 35.5 | .614 | .000 | .519      | 11.1  | 1.4    | .8        | 3.5   | 18.1  |
| Ukupno    |         | 51         | 51        | 39.0 | .596 | .000 | .572      | 14.2  | 1.5    | .8        | 2.9   | 19.0  |

## Vanjske poveznice
- Službena stranica
- Profil na NBA.com
- Profil  Arhivirana inačica izvorne stranice od 27. svibnja 2012. (Wayback Machine) na Basketball-Reference.com

| Prethodnik LeBron James | Prvi izbor NBA drafta NBA draft 2004. | Nasljednik Andrew Bogut |